# Gustave Bienvêtu
Gustave Bienvêtu est un peintre français né le 22 avril 1850 à Batignolles-Monceau (Seine) et mort le 15 septembre 1916 à Colombes (Seine).

## Biographie
Son père Auguste Étienne Bienvêtu fut un enfant trouvé richement emmailloté, d'où son patronyme, à l'hôpital de Chartres en 1825. En 1850, il épouse Marie Journal et la même année viendra au monde Gustave. Par la suite la famille s'installe à Colombes, où Gustave Bienvêtu passera son existence en peignant des compositions florales particulièrement décoratives.
Il est assez engagé dans la vie de sa commune de Colombes. Anticlérical et républicain, il est élu municipal puis maire une dizaine de mois en 1887.
Un gymnase et une école maternelle de Colombes portent son nom.

Œuvres de Gustave Bienvêtu
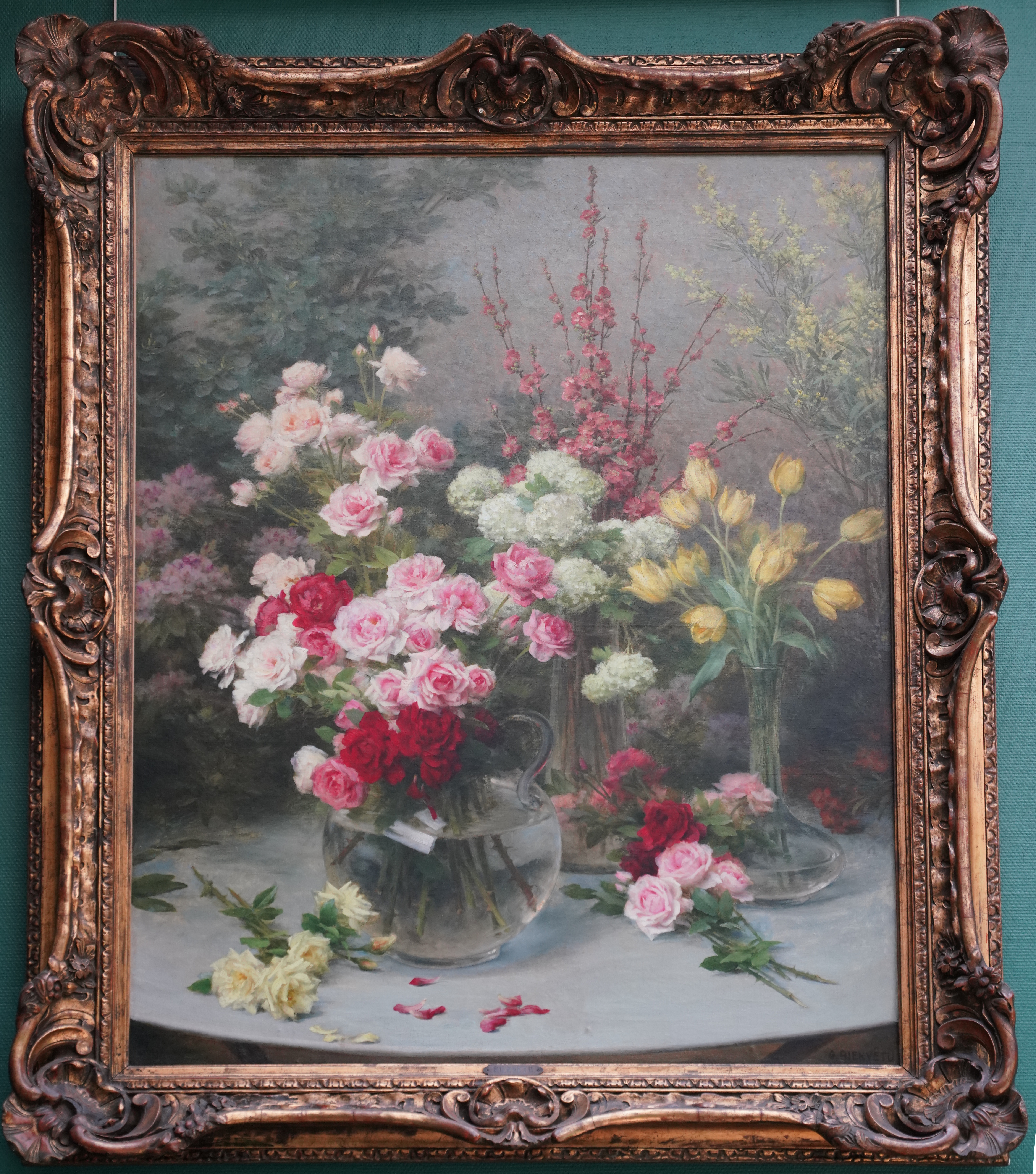
Nature morte, musée municipal d'Art et d'Histoire de Colombes.
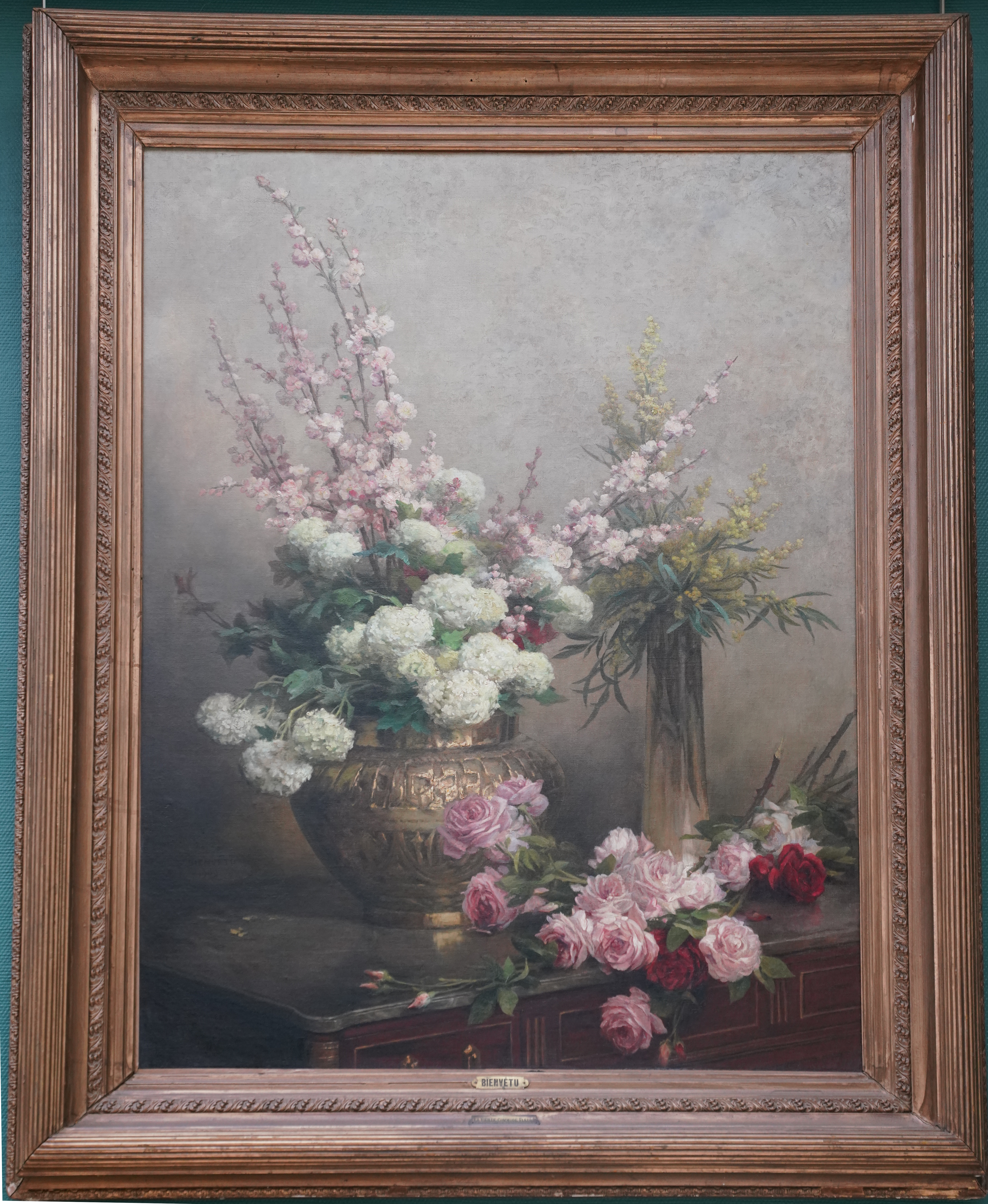
Nature morte, musée municipal d'Art et d'Histoire de Colombes.